# Júlio de Brito
Júlio José de Brito (Paris, 30 de Março de 1896 - Porto, 26 de Março de 1965) foi um arquiteto, engenheiro e professor português. Destacou-se principalmente como arquitecto, tendo sido o autor de vários edifícios emblemáticos na cidade do Porto, como o Teatro Rivoli e o Coliseu.

## Biografia
Nasceu na cidade de Paris, em 30 de Março de 1896. Os seus pais foram o pintor José de Brito (1855-1946) e a cidadã francesa Isabelle Ruffier Poupelloz de Brito (1874-1954). Frequentou o Curso Geral dos Liceus, e em 1910 entrou no Curso de Arquitectura da Escola de Belas Artes do Porto, e ao mesmo tempo foi aluno no Curso Complementar dos Liceus e no Curso de Engenharia da Faculdade de Engenharia da Universidade do Porto. Terminou este último em 1924, e dois anos depois foi diplomado como arquitecto.

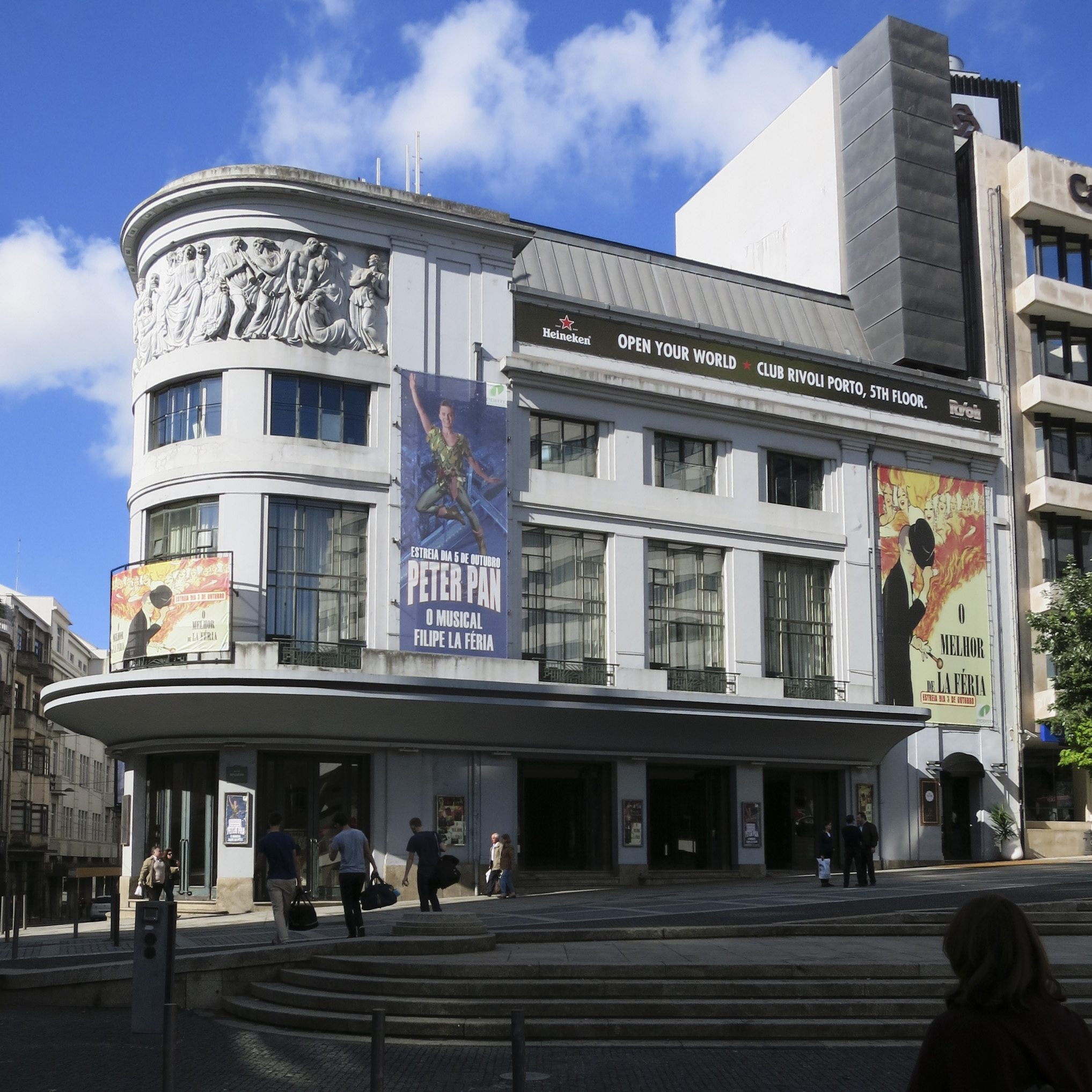
Teatro Rivoli, desenhado por Júlio de Brito.

Começou a sua carreira como professor em 1922, ainda durante o seu período como estudante, ensinando no nono grupo do Liceu Rodrigues de Freitas. Em 1926 passou a professor interino na Escola de Belas Artes do Porto,  onde cerca de dois anos depois ascendeu a professor efectivo, posição que manteve até à sua reforma. Naquela escola ensinou principalmente cálculo, resistência de materiais, estruturas e topografia.
Além de ser professor, também exerceu igualmente como engenheiro e arquitecto, tendo sido responsável pela construção de inúmeros edifícios na cidade do Porto, destacando-se o Teatro Rivoli, inaugurado em 1932, e o Cinema Coliseu, este último em conjunto com Cassiano Branco, José Porto, Yan Wils e Charles Siclis e Mário de Abreu. Outra obra de grande importância foi a Casa Domingos Fernandes, situada na Praça Mouzinho de Albuquerque, e concluída em 1927, que é considerada como uma das primeiras construções no Porto a mostrar a influência da Exposição Internacional de Artes Decorativas de Paris, em 1925. Desenhou igualmente os edifícios da Companhia de Fiação e Tecidos de Fafe, da Companhia de Seguros Garantia, na Avenida dos Aliados, da Confeitaria Ateneia, na Praça da Liberdade, da Livraria Figueirinhas, entre a Rua de Ceuta e a Rua José Falcão, da Companhia Industrial de Fibras Artificiais, na Rua de Ceuta, de um prédio no gaveto entre as Ruas Duque de Loulé e Alexandre Herculano e outro na Praça Pedro Nunes, e do Preventório da Assistência aos Tuberculosos do Norte de Portugal, na Rua de S. Roque da Lameira. Colabrou também nos imóveis da Faculdade de Engenharia, na Rua dos Bragas, da Fábrica das Sedas Aviz, do Edifício e o Café Aviz, na Rua de Aviz, e do Edifício da Junta de Freguesia de Cedofeita, em 1934.

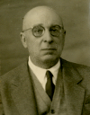
Júlio de Brito nos seus últimos anos de vida.

Além da cidade do Porto também deixou trabalhos noutros pontos do país, como o Sanatório de Valongo, em Gondomar, o Santuário do Monte de Santa Luzia, em Viana do Castelo o Hotel Garantia e o Mercado de Famalicão, o Teatro Jordão em Guimarães, o Cine Teatro São Pedro em Espinho, o Edifício A Nacional em Braga, o Liceu de Vila Real, os conventos das Carmelitas em Marco de Canaveses e no Monte Estoril, o Mosteiro de Singeverga em Santo Tirso, e a Agência do Banco Pinto de Magalhães, na Rua do Ouro, em Lisboa.
Reformou-se em 1964, e faleceu no Porto, em 26 de Março de 1965.